# Unia Demokratyczna (Włochy)
Unia Demokratyczna (wł. Unione Democratica, UD) – włoska centrowa partia polityczna, działająca w latach 1996–1999.
Ugrupowanie powstało w 1996, w końcowym okresie licznych przemian na włoskiej scenie politycznej, które doprowadziły do upadku większości funkcjonujących partii. UD założyli działacze z partii socjalistycznych i liberalnych, wśród nich Giorgio Benvenuto, Willer Bordon i Antonio Maccanico. Przed przedterminowymi wyborami parlamentarnymi w tym samym roku partia m.in. z Włoską Partią Ludową współtworzyła koalicję Popolari per Prodi. Lista ta uzyskała 69 miejsc w Izbie Deputowanych i 39 w Senacie (w ramach Drzewa Oliwnego). Spośród nich UD przypadło 5 miejsc w niższej izbie parlamentu. Lider Unii Demokratycznej, Antonio Maccanico, wszedł w skład nowo powołanego rządu. W 1999 ugrupowanie podjęło decyzję o samorozwiązaniu i przystąpieniu do tworzonej przez Romano Prodiego partii Demokraci, co zakończyło okres jego działalności.